# Журавлёв, Игорь Глебович
Игорь Глебович Журавлёв (род. 1 мая 1960, Москва, СССР) — советский и российский музыкант; вокалист, гитарист; лидер группы «Альянс». Получил широкую известность как исполнитель песни «На заре» (1986).

## Биография
Родился 1 мая 1960 года в городе Москве. 
В 1981 году Игорь Журавлёв становится участником нового музыкального коллектива «Альянс», который с 1982 года базировался при филармонии в городе Костроме.
В 1987 году в студии Муслима Магомаева впервые исполнил песню «В небесах...» («На заре»), написанную в 1986 году специально для голоса Игоря Журавлёва музыкантом Олегом Парастаевым при участии Константина Гаврилова (клавишные партии) и самого Игоря Журавлёва (басовая партия). 
Игорь Журавлёв является автором текстов и музыки к российскому мультфильму «Князь Владимир» (2006).

## Семья и личная жизнь
Первая жена — Светлана. В 1985 году в этом браке родился сын Дмитрий; в шестилетнем возрасте Дима попал под автомобиль, получил травмы. Игорь Журавлев и Светлана развелись. Сын Дмитрий является барабанщиком группы «Альянс».
Вторая жена — Вера; умерла в 2020 году. От этого брака имеется сын Сева, также занявшийся музыкой.